# Neutornow (Bad Freienwalde (Oder))
Neutornow ist ein Straßendorf und ein Wohnplatz des Ortsteils Schiffmühle der Stadt Bad Freienwalde (Oder) in Brandenburg. Der Ort liegt auf der Insel Neuenhagen an einem Nebenarm der Alten Oder.

## Lage und Geschichte
Neutornow liegt drei Kilometer nordöstlich von Bad Freienwalde auf der Insel Neuenhagen. Die Nachbarorte sind Schiffmühle und Gabow.
Bei Ausgrabungen in der Nähe von Neutornow wurde eine Hammeraxt aus grünen Diabas gefunden. Das Fundstück deutet darauf hin, dass bereits zur Bronze- oder Früheisenzeit hier Menschen siedelten. Aus der gleichen Zeit wurde ein Brandgräberfeld mit sechs Urnen auf dem Gebiet von Neutornow gefunden.
Durch die Melioration des Oderbruches von 1755 bis 1760 wurde auch Neutornow gegründet und als Kolonistenort angelegt. In Bad Freienwalde gab es eine Siedlung Tornow, Neutornow wurde nach dieser Siedlung benannt, Tornow wurde in Alttornow umbenannt. 42 Kolonisten siedelten hier, sie kamen aus der Pfalz, aber auch aus Hessen-Darmstadt. Jede Familie erhielt 11,5 Morgen Land, der Schulze und der Müller 90 beziehungsweise 45 Morgen. So lebten im Jahre 1763 207 Einwohner in Neutornow. 1770 wurde die Kirche eingeweiht. Zu dieser Zeit begannen auch Abwanderungen, so dass im Jahre 1776 nur 176 Einwohner hier lebten.

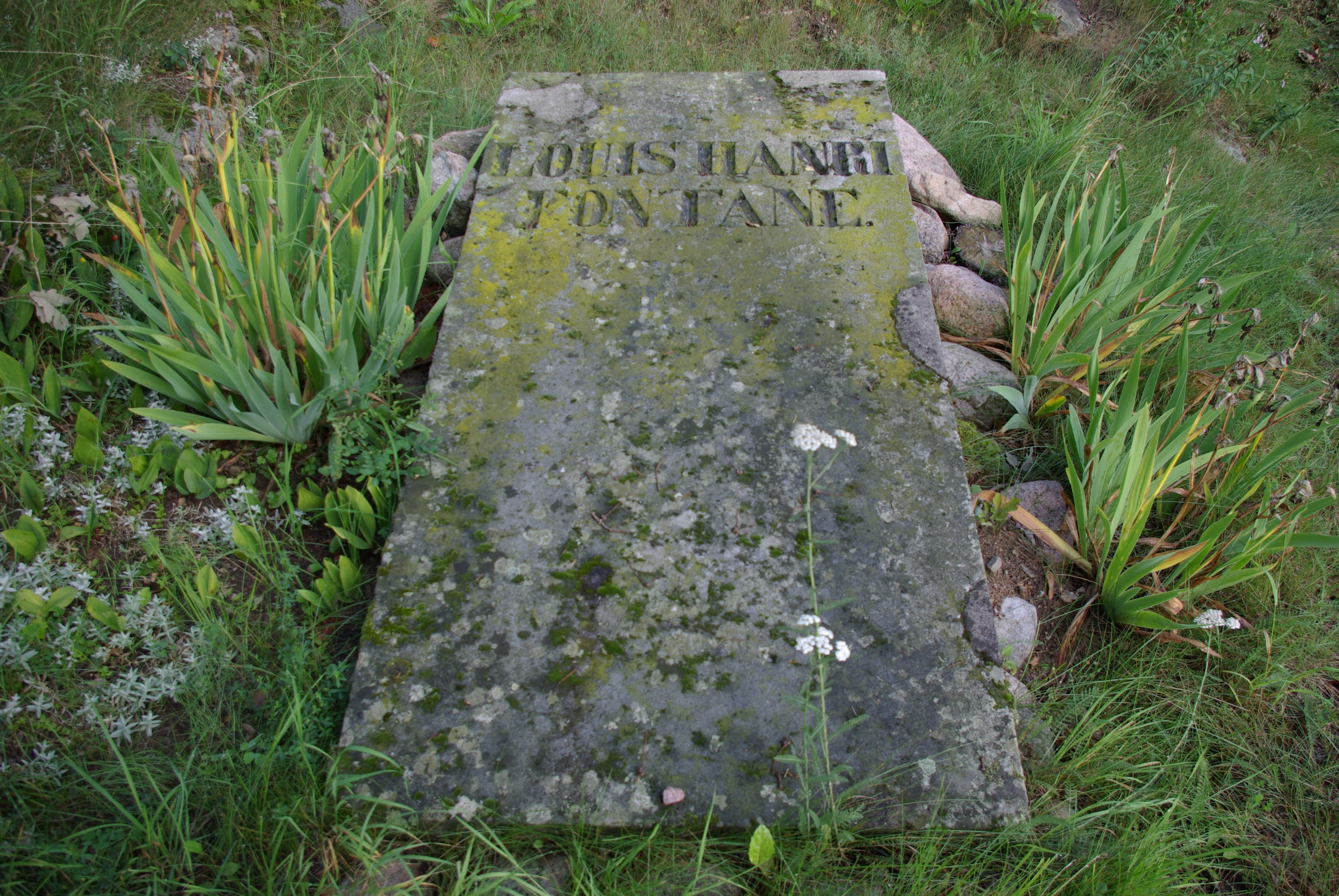
Grabstätte Louis Henri Fontane bei der Kirche

Eine schwere Überschwemmung gab es im Jahre 1838, der Bau eines Schöpfwerkes schaffte erst 1895 Abhilfe, die großen Überschwemmungen blieben danach aus. Dorfbrände zerstörten Teile von Neutornow 1803 und 1805.
Im Jahre 1945 wurde Neutornow ein Teil der Gemeinde Schiffmühle. 2003 ist Schiffmühle nach Bad Freienwalde eingemeindet worden, somit ist Neutornow auch Teil von Bad Freienwalde.

## Baudenkmale
Die Anlage des Kolonistendorfes ist heute noch erhalten. Es sind drei Baudenkmale ausgewiesen:
- Dorfkirche Neutornow: Die Kirche wurde in den Jahren 1769/1770 erbaut. Der Turm wurde 1877 hinzugefügt. Es ist ein Saalbau mit einem Zeltdach. Im Jahre 1929 brannte der Dachstuhl und zerstörte die Kirche. Beim Wiederaufbau wurde die Kirche um 1,50 Meter erhöht. Die Ausstattung stammt fast vollständig aus der Zeit des Wiederaufbaues. So wurde die Turmuhr 1877 erworben, das Taufbecken ist aus der Zeit um 1880.
- Grabstätte: Auf dem Kirchhof südlich der Kirche befindet sich die Grabstätte von Louis Henri Fontane, dem Vater von Theodor Fontane.
- Schöpfwerk: Das Schöpfwerk liegt südlich des Ufers der Alten Oder am Dammweg. Das Schöpfwerk wurde 1896 eingeweiht. Damals gehörten zum Schöpfwerk drei Dampfmaschinen und zwei Zentrifugalpumpen. Im Zweiten Weltkrieg und bei einem Hochwasser 1947 wurde das Schöpfwerk zerstört, es wurde aber bis zum 15. Oktober 1949 wieder aufgebaut. Das Schöpfwerk ist noch im Betrieb.